# 参宮橋駅
参宮橋駅（さんぐうばしえき）は、東京都渋谷区代々木四丁目にある、小田急電鉄小田原線の駅である。駅番号はOH 03。

## 歴史
- 1927年（昭和2年）4月1日：開設[1]。
- 2014年（平成26年）1月：駅ナンバリング導入、使用開始[2]。
- 2020年（令和2年）
  - 9月19日：東口改札（ICカード専用）使用開始[3]。
  - 11月25日：駅改良工事完成[4]。

## 駅構造
相対式ホーム2面2線を有する地上駅。改札は2番ホームに直結した場所にある西口と、跨線橋上にある東口（ICカード専用）の2か所ある。東口には精算機やICカードチャージ機は設置されていない。
かつてのホーム有効長は8両分であったが、2015年（平成27年）までに10両分に延長され、新宿発着の10両編成の各駅停車が設定された2019年3月16日より延長部が使用開始した。
2018年（平成30年）11月 - 2020年（令和2年）11月まで駅改良工事が行われ、駅舎の建て替えや東口新設、ホームの一部木調化が実施された。
「木と緑に溶け込む『杜』の玄関口」をコンセプトに、明治神宮等の駅周辺の環境との共生を図り、木の温かみを感じられる駅空間の創出を目指し改良が行われた。旅客上屋は神社建築をモチーフとした折板屋根に変更することで、明治神宮への玄関口としてふさわしいデザインとしている。上屋の木格子や板材には、多摩地域で生育した「多摩産材」を使用し、耐久性の高いスギ材を使用している。また、工事施行中に雨掛かりがないように、上り線側の旅客上屋は、既存の上屋に被せられる高さに設定している。
1番ホーム屋根は中央付近のみ設置されている。

### のりば
| ホーム | 路線     | 方向 | 行先                   |
| ------ | -------- | ---- | ---------------------- |
| 1      | 小田原線 | 下り | 小田原・片瀬江ノ島方面 |
| 2      | 小田原線 | 上り | 新宿方面               |

### 駅改札内設備
2005年（平成17年）6月に1・2番ホームそれぞれにホームと跨線橋を連絡するエレベーターが跨線橋新宿寄りに新設された。これに伴い2番ホーム小田原寄り（1号車付近）にあった車椅子用スロープが使用停止となった。エスカレーターは設置されていない。
売店・トイレは2番ホーム側に設置されている。
「明治神宮下車駅」と表記された看板が設置されている。

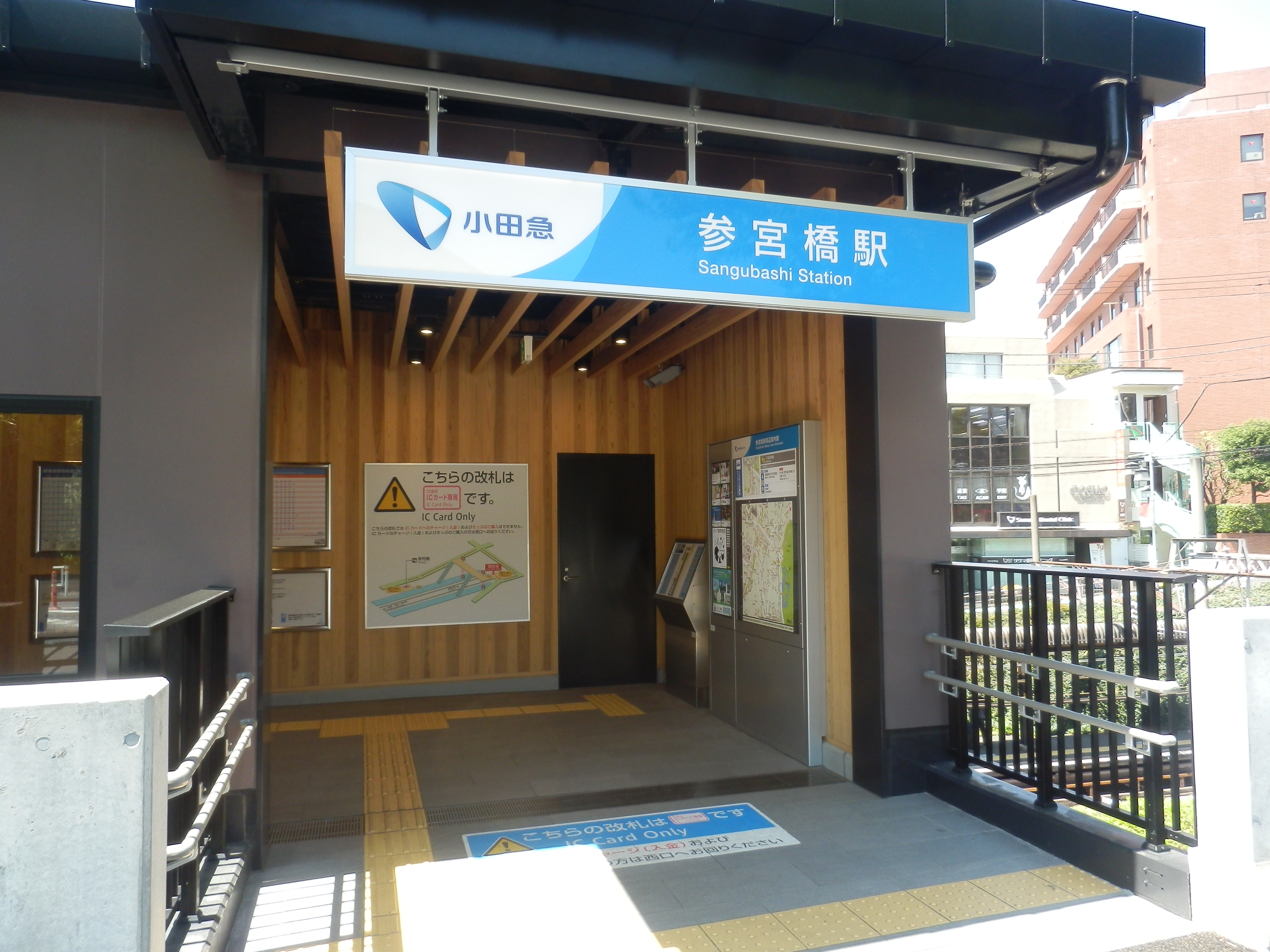
東口（2021年4月）
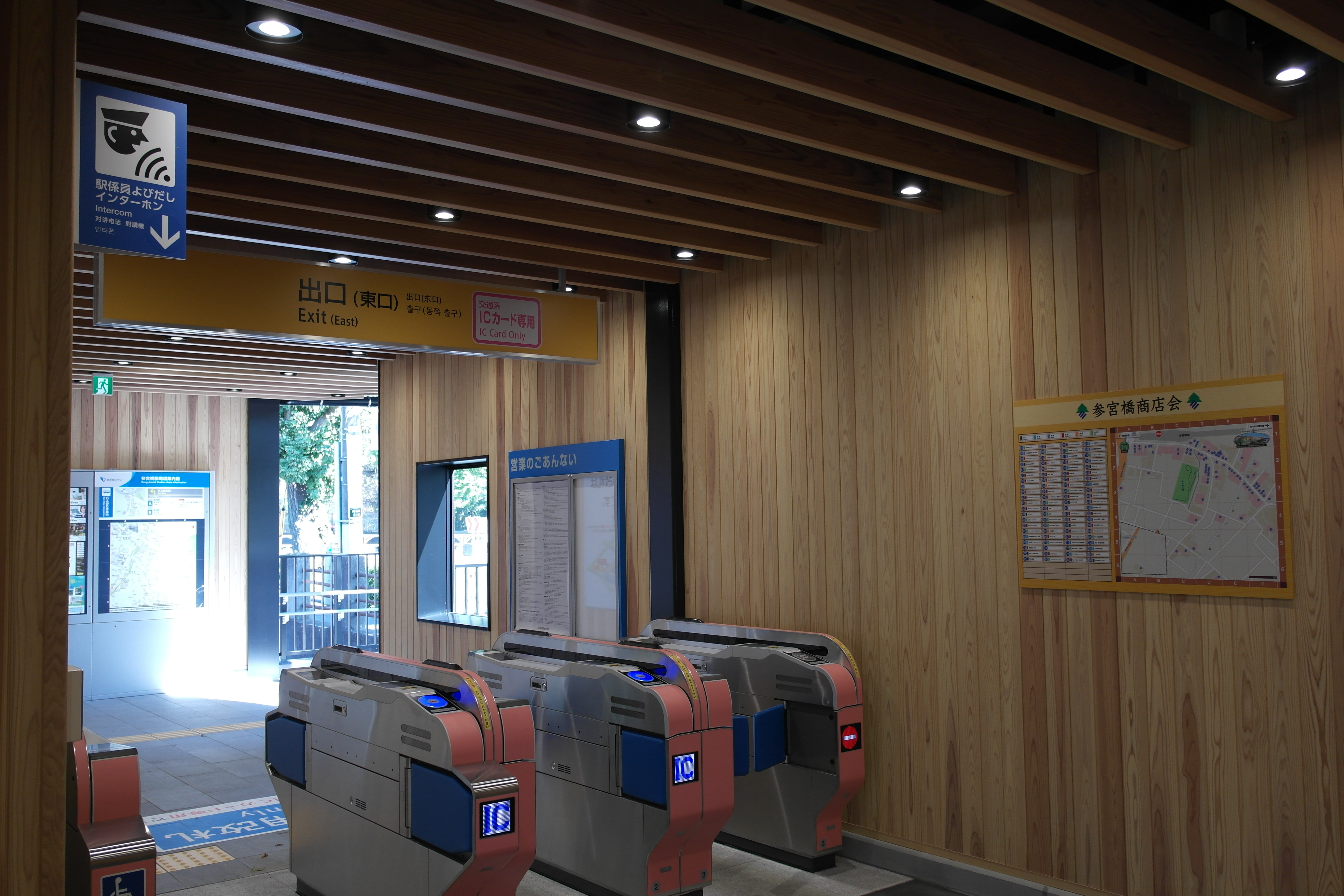
新設された東口改札（2020年10月）
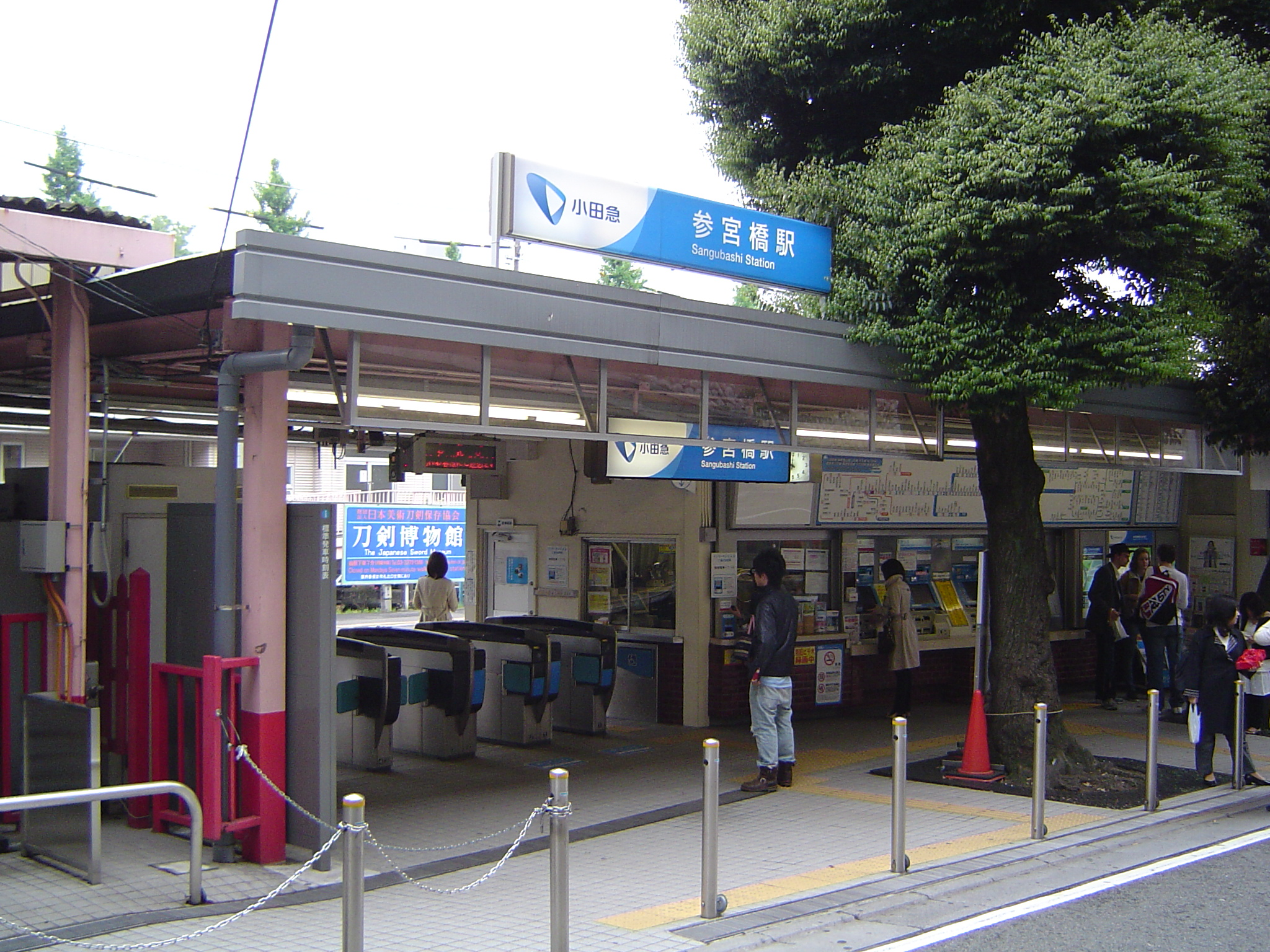
リニューアル前の西口（2008年4月）
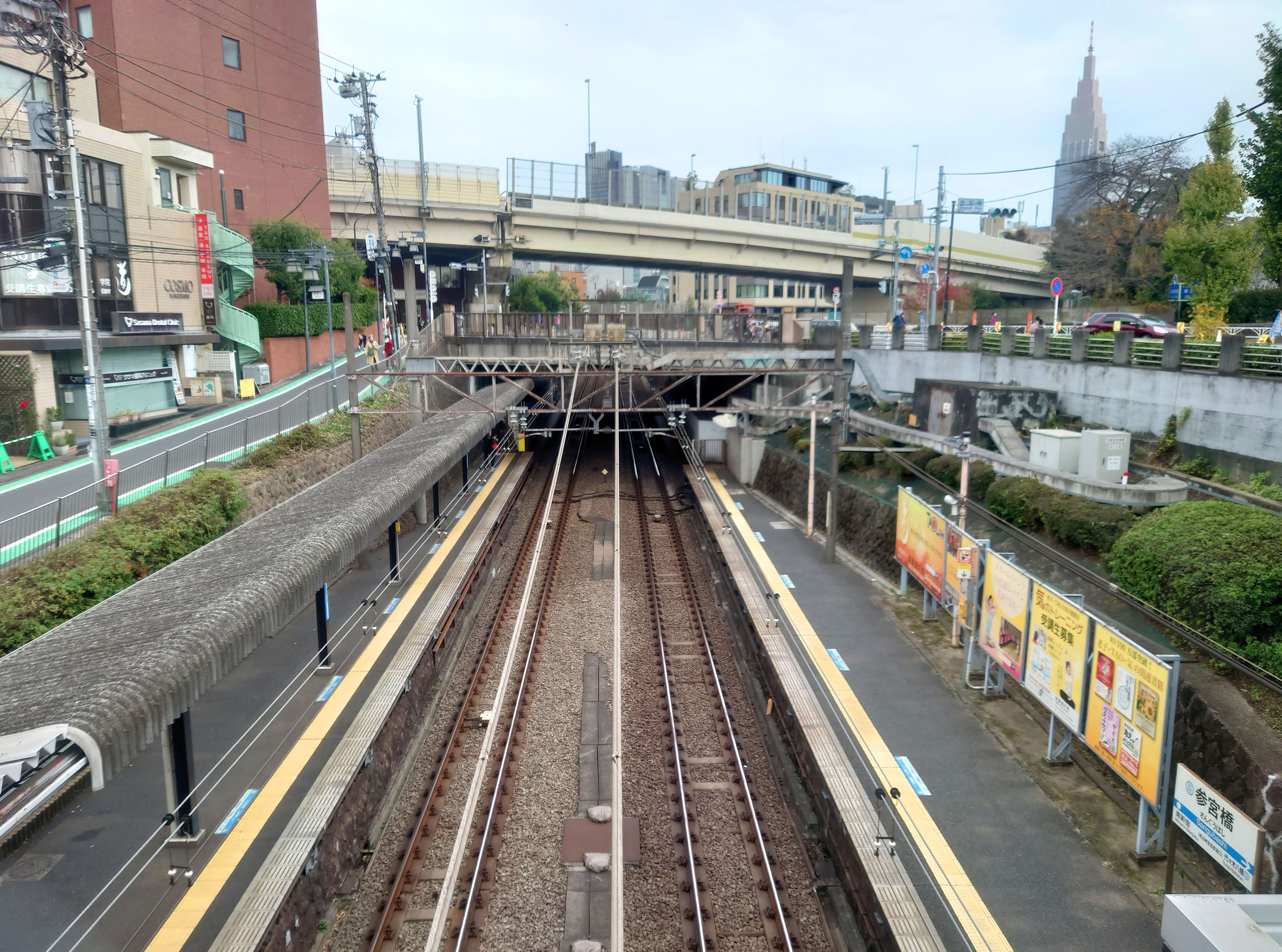
ホーム。参宮橋、首都高速4号線、ドコモビルが見える（2021年11月）
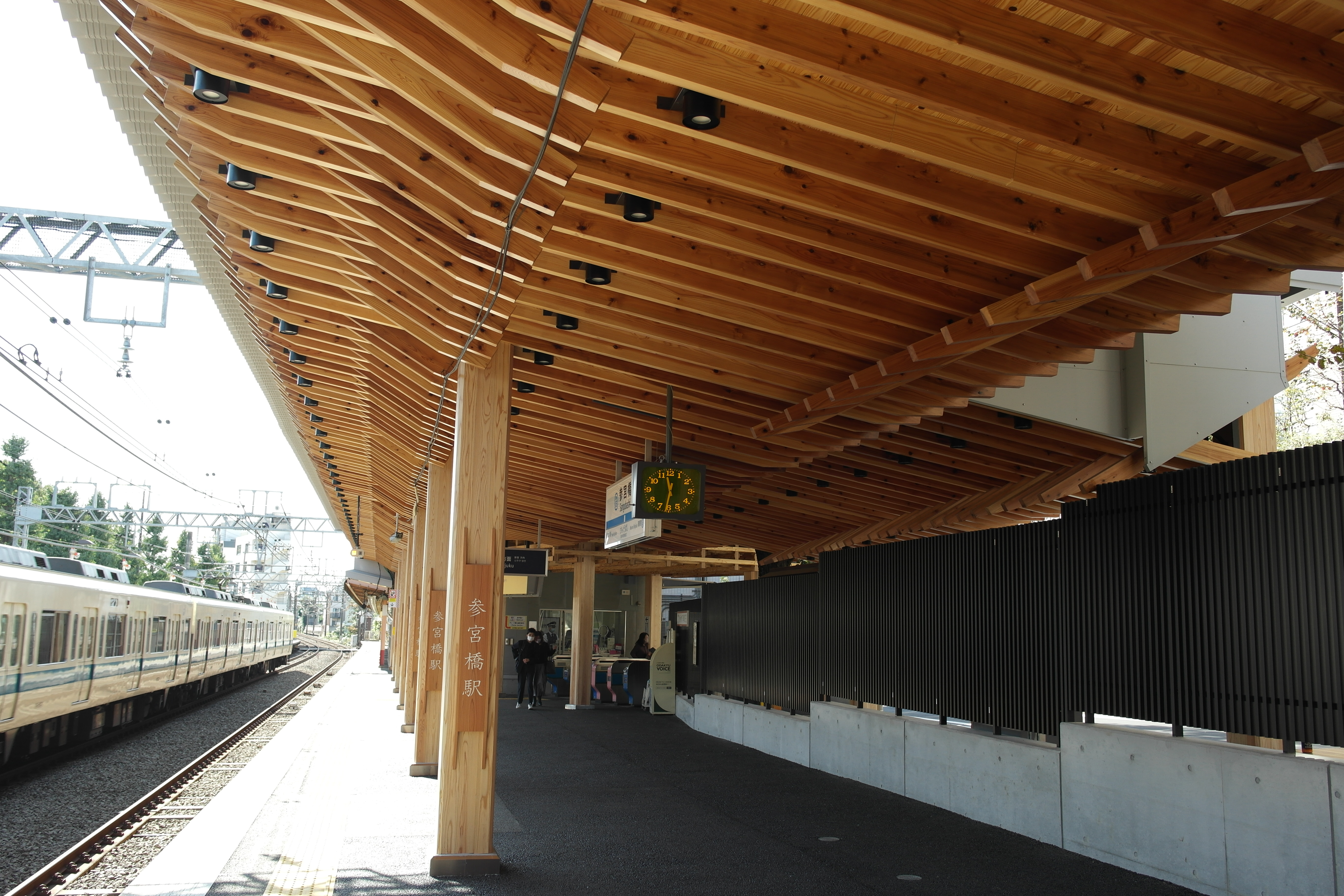
木調化した上り線2番ホーム（2020年10月）
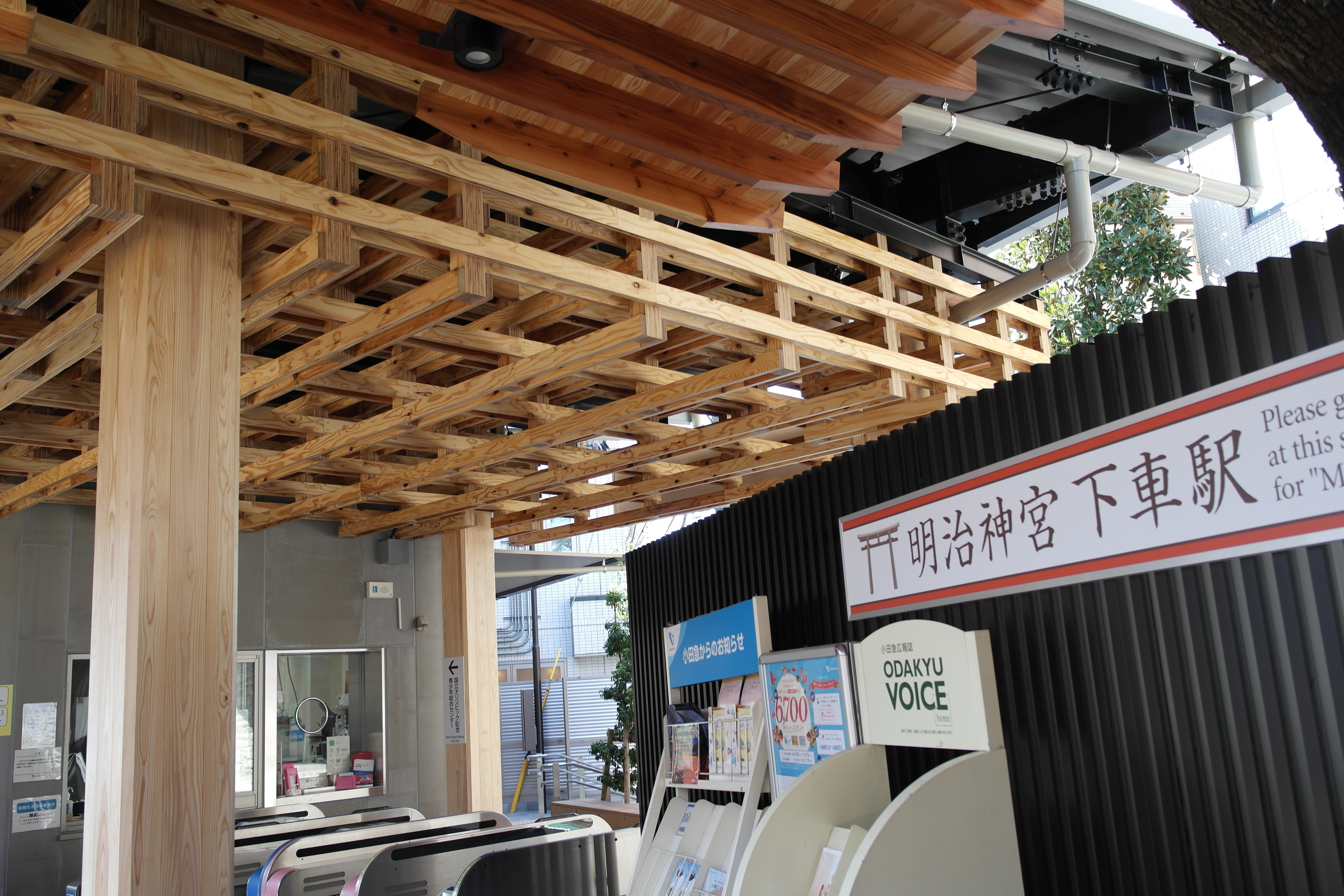
西口改札の木組天井（2020年10月）
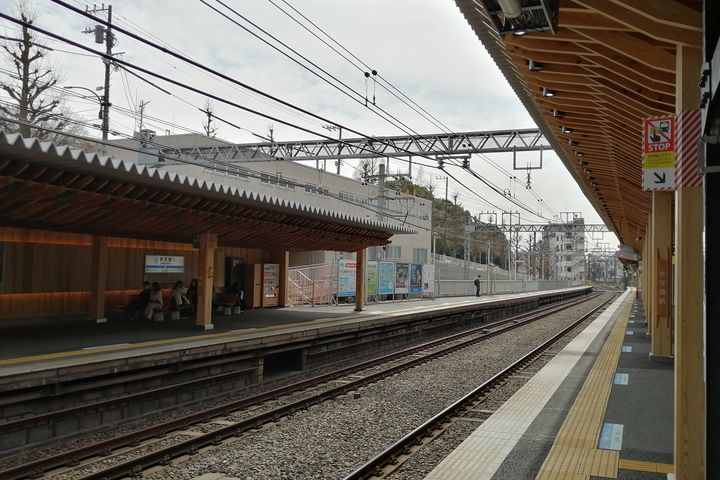
1番ホーム端は屋根がない（2021年3月）

## 利用状況
2024年度（令和6年度）の1日平均乗降人員は13,182人である。これは小田急線全70駅中58位である。
近年の1日平均乗降・乗車人員の推移は以下の通り。
| 年度               | 1日平均 乗降人員 | 1日平均 乗車人員 | 出典     |
| ------------------ | ---------------- | ---------------- | -------- |
| 1990年（平成02年） |                  | 7,142            | [ * 1 ]  |
| 1991年（平成03年） |                  | 7,183            | [ * 2 ]  |
| 1992年（平成04年） |                  | 7,058            | [ * 3 ]  |
| 1993年（平成05年） |                  | 7,332            | [ * 4 ]  |
| 1994年（平成06年） |                  | 7,285            | [ * 5 ]  |
| 1995年（平成07年） |                  | 6,937            | [ * 6 ]  |
| 1996年（平成08年） |                  | 6,967            | [ * 7 ]  |
| 1997年（平成09年） |                  | 6,816            | [ * 8 ]  |
| 1998年（平成10年） |                  | 6,644            | [ * 9 ]  |
| 1999年（平成11年） |                  | 6,615            | [ * 10 ] |
| 2000年（平成12年） |                  | 6,655            | [ * 11 ] |
| 2001年（平成13年） |                  | 6,866            | [ * 12 ] |
| 2002年（平成14年） | 14,835           | 7,036            | [ * 13 ] |
| 2003年（平成15年） | 15,155           | 7,251            | [ * 14 ] |
| 2004年（平成16年） | 14,974           | 7,077            | [ * 15 ] |
| 2005年（平成17年） | 14,685           | 6,912            | [ * 16 ] |
| 2006年（平成18年） | 14,570           | 6,863            | [ * 17 ] |
| 2007年（平成19年） | 14,798           | 7,057            | [ * 18 ] |
| 2008年（平成20年） | 15,105           | 7,244            | [ * 19 ] |
| 2009年（平成21年） | 14,810           | 7,121            | [ * 20 ] |
| 2010年（平成22年） | 14,810           | 7,132            | [ * 21 ] |
| 2011年（平成23年） | 14,656           | 7,060            | [ * 22 ] |
| 2012年（平成24年） | 15,143           | 7,321            | [ * 23 ] |
| 2013年（平成25年） | 15,696           | 7,454            | [ * 24 ] |
| 2014年（平成26年） | 15,347           | 7,392            | [ * 25 ] |
| 2015年（平成27年） | 15,657           | 7,593            | [ * 26 ] |
| 2016年（平成28年） | 15,626           | 7,595            | [ * 27 ] |
| 2017年（平成29年） | 15,546           | 7,586            | [ * 28 ] |
| 2018年（平成30年） | 15,423           | 7,548            | [ * 29 ] |
| 2019年（令和元年） | 14,612           | 7,145            | [ * 30 ] |
| 2020年（令和02年） | 8,834            | 4,321            | [ * 31 ] |
| 2021年（令和03年） | 9,735            |                  |          |
| 2022年（令和04年） | 10,858           |                  |          |
| 2023年（令和05年） | 12,634           |                  |          |
| 2024年（令和06年） | 13,182           |                  |          |

## 駅周辺
- 明治神宮：初詣の時期は参拝客向けに臨時改札が設置される。
- 代々木公園
  - 国立オリンピック記念青少年総合センター[13]
- 代々木ポニー公園
- 東京乗馬倶楽部
- 参宮橋公園
- 渋谷区立代々木山谷小学校
- 代々木五郵便局
- 劇団四季 代々木アトリエ
- 津島神社
- ブルガリア大使館
- 新宿パークタワー
- NTT東日本 本社
- 新国立劇場
- 東京オペラシティ

### バス路線
駅の北側にあるバス停留所に京王バス、ハチ公バス（渋谷区コミュニティバス、東急バス委託運行）の路線が発着する。停留所名は京王バスが参宮橋駅、ハチ公バスが参宮橋である。
- 宿51系統：新宿駅西口行 / 渋谷駅行
- 050系統：バスターミナル東京八重洲行
- ハチ公バス神宮の杜ルート：渋谷駅ハチ公口行

## 隣の駅
小田急電鉄
 小田原線
□特急ロマンスカー（※）
■快速急行・□通勤急行・■急行
通過
■各駅停車
南新宿駅 (OH 02) - 参宮橋駅 (OH 03) - 代々木八幡駅 (OH 04)
※定期列車の□特急ロマンスカーは通過するが、明治神宮へのアクセスとして、12月31日夜に運行される上り「ニューイヤーエクスプレス」の一部列車は臨時停車する。
なお、1927年（昭和2年）4月1日 - 1946年（昭和21年）5月31日まで、当駅 - 南新宿駅間に山谷駅が存在していた。

## その他
ろびこの漫画作品『僕と君の大切な話』の主要舞台となる「駅のホーム」は本駅の旧駅舎がモデルとなっている。